# The Immigrant's Violin
The Immigrant's Violin est un film muet américain réalisé par Otis Turner et sorti en 1912.

## Fiche technique
- Titre : The Immigrant's Violin
- Réalisation : Otis Turner
- Producteur : Carl Laemmle
- Pays d'origine :  États-Unis
- Langue : film muet avec les intertitres en anglais
- Format : Noir et blanc — 35 mm — 1,33:1 — Muet
- Genre : Film dramatique
- Durée :
- Dates de sortie : 
  -  États-Unis : 26 février 1912

## Distribution
- King Baggot : Albert Radley
- Lillian Lorraine : Lora
- Vivian Prescott : Mrs Radley
- William Robert Daly